# تنمون
تنمون (به انگلیسی: Tenmon) (به ژاپنی: 天門) با نام اصلی آتسوشی شیراکاوا؛ (به ژاپنی: 篤史 白川, Atsushi Shirakawa) زادهٔ ۴ اکتبر ۱۹۷۱ توکیو، آهنگساز و تنظیم‌کنندهٔ اهل ژاپن است. فعالیت او در زمینهٔ ساخت موسیقی فیلم (انیمه) و بازی‌های ویدئویی است.
وی در شرکت نیهون فالکام به عنوان یکی از اعضای تیم صدا (موسوم به تیم جِی. دی. کِی) فعالیت داشته (۱۹۹۰ – ۲۰۰۲) و برای فالکام بازی‌های زیادی را آهنگ‌سازی کرده‌است. از جمله مهم‌ترین آن‌ها می‌توان به مجموعهٔ «اهتزاز» (Brandish) اشاره‌کرد. شاید بتوان دلیل شهرت تنمن را همکاری با ماکوتو شینکای در بخش موسیقی فیلم دانست. این همکاری در سال ۱۹۹۹ پس از ساخت موسیقی فیلم برای انیمهٔ او و گربه‌اش در شرکت مینوری شکل‌گرفت. (مینوری تا سال ۲۰۰۷ به عنوان بخش نرم‌افزاری شرکت کومیکس ویو فیلمز فعالیت می‌کرد و پس از آن مستقل‌شد.) این همکاری پس از آن در انیمه‌های صداهای ستاره‌ای دوردست، سرزمین وعده داده شده در روزگاران پیشین، ۵ سانتی‌متر در ثانیه و بچه‌هایی که آواهای گمشده را دنبال می‌کنند ادامه‌یافت.
تنمن پس از بازنشستگی از فالکام به مینوری پیوست.

## مصاحبه با «وی‌جی‌ام‌او»
تنمن طی مصاحبه‌ای با مجلهٔ اینترنتی «ویدئو گیم موزیک آنلاین» که در تاریخ ۲۲ آوریل ۲۰۱۷ منتشر شد به برخی از نکات دوران کاری‌اش اشاره کرد.
وی به این نکته اذعان نمود که هیچ‌گاه موسیقی را به‌شکل رسمی نیاموخته و در موسیقی به‌طور کامل خودآموز است. «من همیشه عاشق بازی‌های ویدیویی بوده‌ام و فکر می‌کنم موسیقی بازی، تأثیر قابل توجهی در سبک من داشته‌است.» او دربارهٔ نحوهٔ پیوستنش به فالکام گفت: در دوران تحصیل، فالکام را بیش از هر شرکتی تحسین می‌کردم. پس از فارغ‌التحصیلی از دبیرستان، فالکام برای بخش موسیقی خود آگهی جذب نیرو داد، بنابراین بلافاصله آهنگی را که در آن زمان ساخته‌بودم از طریق رایانهٔ شخصی‌ام ارسال‌کردم و برای این کار استخدام شدم. او اولین تجربهٔ آهنگسازی خود را نوشتن چندین قطعه برای بازی لورد مونارچ بیان‌کرد. تنمن پرمخاطب‌ترین پروژهٔ خود را طی زمان حضورش در فالکام «افسانهٔ قهرمانان ۳: جادوگر سفید» (The Legend of Heroes III: The White Witch) می‌داند. (در ژاپن با این نام منتشرشده اما در آمریکا با نام افسانهٔ قهرمانان ۲: پیشگویی مهتاب، انتشار یافت).
تنمن در مورد همکاریش با مینوری عنوان داشت که: در حال حاضر بخش اعظم درآمد او ناشی از عقد قرارداد انحصاری با مینوری در ساخت موسیقی است و بنا به درخواست این شرکت موسیقی تولید می‌کند. به عنوان مثال همچنان به عنوان آهنگساز بازی‌های ویدیویی به واسطهٔ کار بر روی رمان‌های تصویری (گونه‌ای از بازی‌های ویدیویی، مانند بازی ای‌اف: افسانهٔ دو) فعال است.
در انتهای این مصاحبه او به همکاریش با شینکای اشاره کرد و افزود: با خود فکر می‌کنم کاش می‌توانستم بر روی یک پروژهٔ انیمهٔ دیگر کار کنم. دیگر پیشنهادهایی از این دست به من نمی‌شود. فاصله‌ای که در همکاری مجدد ما ایجاد شد، دور از حد انتظار بود. هرچند بسیار ناراحت‌کننده‌است ولی در هر حال، همچون پایان یک دوره، با این موضوع کنار آمده‌ام.